# Rhigozum zambesiacum
Rhigozum zambesiacum là một loài thực vật có hoa trong họ Chùm ớt. Loài này được Baker mô tả khoa học đầu tiên năm 1894.